# Siemensichthys
Siemensichthys è un genere di pesci ossei estinto, vicino all'origine dei teleostei. Visse nel Giurassico superiore (Kimmeridgiano/Titoniano, circa 152 - 145 milioni di anni fa) e i suoi resti fossili sono stati ritrovati in Germania. 

## Descrizione
Questo pesce poteva raggiungere una lunghezza di 35 - 40 centimetri. Il corpo era affusolato e ricoperto da numerose scaglie, dotate di uno strato sottile di ganoina. Anche le ossa della testa erano ricoperte da ganoina, e la superficie esterna di queste ultime era dotata di fitti minuscoli tubercoli. Al contrario di altre forme simili, come Pholidophorus, non erano presenti ossa suborbitali, e vi era solo un lungo osso sopramascellare che copriva gran parte del margine dorsale dell'osso mascellare. Il termine di quest'ultimo osso era oltre il margine posteriore dell'orbita. Vi erano tre o quattro file di scaglie romboidali, tra il margine posteriore del cinto pettorale e il margine posteriore della pinna dorsale. 

## Classificazione
I fossili di Siemensichthys sono stati ritrovati nel famoso giacimento di Solnhofen, in Baviera. Inizialmente vennero attribuiti al genere Pholidophorus da Louis Agassiz nel 1843, e solo nel 2000 vennero attribuiti a un genere a sé stante, Siemensichtys. La specie tipo descritta da Agassiz è S. macrocephalus; un'altra specie, descritta nello studio del 2000, è S. siemensi.

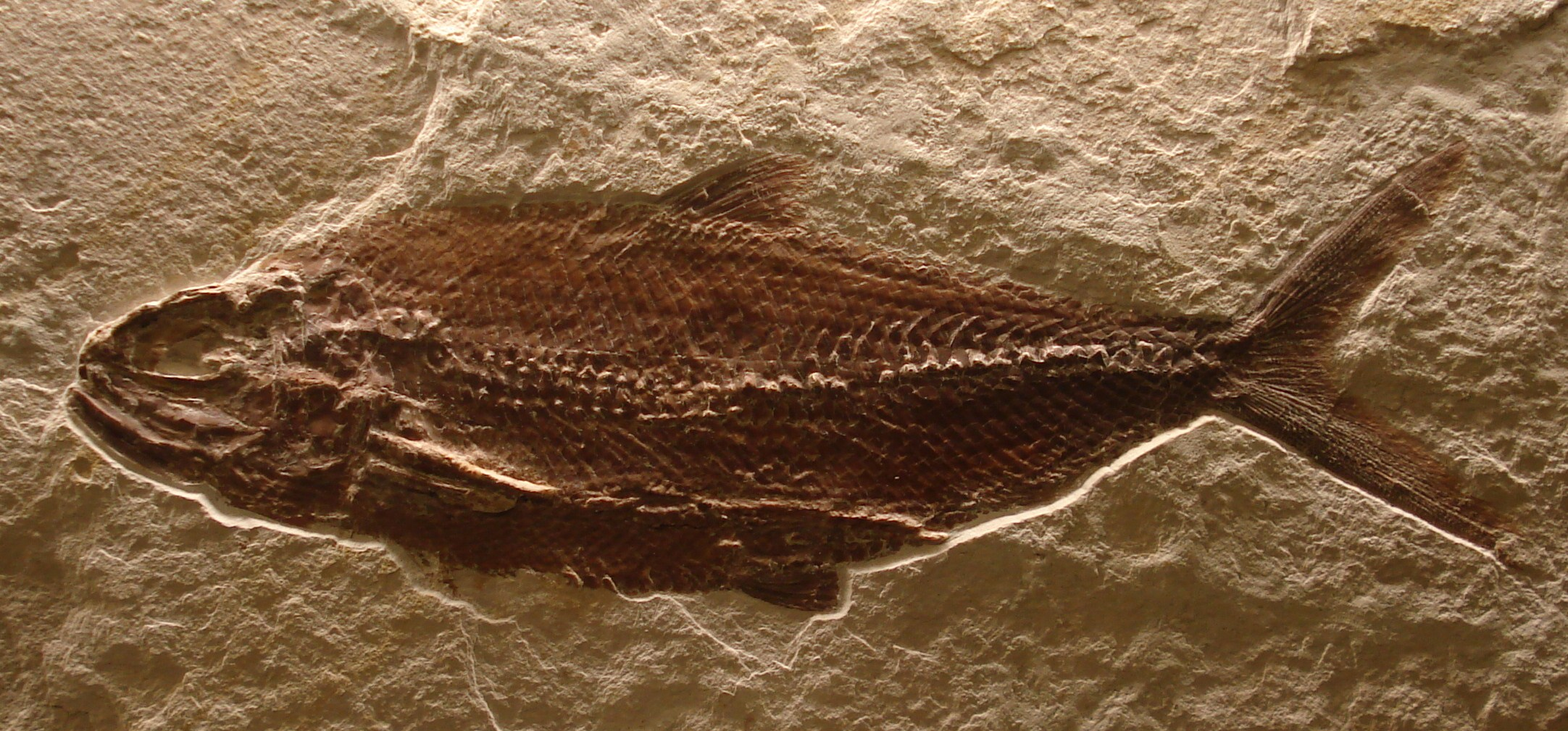
Fossile di Siemensichthys

Siemensichthys è considerato un rappresentante arcaico dei teleostei, o secondo altri studi, un pesce molto vicino all'origine del gruppo. In particolare, uno studio del 2013 ha attribuito Siemensichthys al gruppo degli anchiloforiformi, un gruppo di pesci ossei molti vicini all'origine dei teleostei odierni. Altre forme simili sono Ankylophorus ed Eurycormus.